# Les Cartes du mal
 (mai 2024).
Si vous disposez d'ouvrages ou d'articles de référence ou si vous connaissez des sites web de qualité traitant du thème abordé ici, merci de compléter l'article en donnant les références utiles à sa vérifiabilité et en les liant à la section « Notes et références ».
Pour plus de détails, voir Fiche technique et Distribution.
Les Cartes du mal (Tarot) est un film américain réalisé par Anna Halberg et Spenser Cohen et sorti en 2024.

## Synopsis
Elise fête son anniversaire avec ses amis, mais une prédiction de tarot hanté va tout changer.

## Fiche technique
Sauf indication contraire, les informations mentionnées dans cette section peuvent être confirmées par les bases de données cinématographiques IMDb et Allociné,  présentes dans la section « Liens externes ».
- Titre original : Tarot
- Titre français : Les Cartes du mal
- Réalisation : Spenser Cohen et Anna Halberg
- Scénario : Spenser Cohen, Anna Halberg et Nicholas Adams
- Musique : Joseph Bishara
- Décors : Felicity Abbott
- Costumes : Ivana Vasic
- Photographie : Elie Smolkin
- Montage : Tom Elkins
- Production : Scott Glassgold et Leslie Morgenstein
  - Production déléguée : Spenser Cohen, Anna Halberg, Andrew Pfeffer et Scott Strauss
- Société de distribution : Screen Gems, Alloy Entertainment et Ground Control
- Budget :
- Pays de production :  États-Unis
- Langue originale : anglais
- Format : couleur
- Genre : Film d'horreur
- Durée : 92 minutes
- Dates de sortie :
  - Belgique et France : 1er mai 2024
  - Canada et États-Unis : 3 mai 2024

## Distribution
- Harriet Slater (VF : Claire Baradat ; VQ : Marie Bernier) : Haley
- Jacob Batalon (VF : Pascal Nowak ; VQ : Nicolas Poulin) : Paxton
- Avantika Vandanapu (VF : Iliana Sakji ; VQ : Naïla Louidort) : Paige
- Adain Bradley (VF : Stevie Tomi ; VQ : Karl-Antoine Suprice) : Grant
- Humberly González  : Madeline
- Wolfgang Novogratz : Lucas
- Larsen Thompson (VF : Myrddrina Antoni) : Elise
- Olwen Fouéré (VQ : Anne Caron):Alma